# Misumena lorentzi
Misumena lorentzi là một loài nhện trong họ Thomisidae.
Loài này thuộc chi Misumena. Misumena lorentzi được Wladislaus Kulczynski miêu tả năm 1911.